# Antoine-Félix Bouré
Pour les articles homonymes, voir Bouré.
Antoine-Félix Bouré, aussi connu sous les noms de Félix Bouré ou Antoine Bouré, est un sculpteur belge, né à Bruxelles le 18 juillet 1831 et décédé à Ixelles le 8 avril 1883. Il est essentiellement connu pour des œuvres colossales et des lions.

## Biographie
Antoine-FéIix Bouré est né le 18 juillet 1831 rue de la Madeleine à proximité de la Grand-Place de Bruxelles. Il est le fils de Jean-Guillaume Bouré, marchand, et d'Adelaïde Mousson. Il est le frère cadet de Paul Bouré, sculpteur. Il se marie avec Julie Richir le 18 août 1869 à Ixelles.
Élève dans l'atelier privé d'Eugène Simonis en 1845, il s'inscrit à l'Académie de Bruxelles en 1846 où il fréquente la classe de Louis Jehotte après avoir suivi des cours d'ornement et d'architecture. Il va, comme l'avait fait son frère ainé, Paul Bouré, également sculpteur, se perfectionner à Florence dans l'atelier d'Aristodemo Costoli (en). Il y remporte un premier prix de composition en bas-relief en 1855 au concours de l'Académie Saint-Luc de Florence.
En 1861-1862, il décroche des commandes officielles pour l'Hôtel de Ville, la Cour de Cassation et le Palais de la Nation à Bruxelles. C'est à cette époque qu'il est initié à la Loge bruxelloise, Les Vrais Amis de l'union et du progrès réunis, où il côtoie le sculpteur Charles-Auguste Fraikin. Par la suite, il réalise presque exclusivement des œuvres colossales et des lions.
Bouré produit peu de sculptures pour intérieurs bourgeois. Son œuvre la plus connue, L'enfant au lézard, présentée au Salon de Bruxelles en 1872 et conservée aux Musées royaux des Beaux-Arts de Belgique,, fait cependant partie de celles-ci.
Il est membre de la Société libre des Beaux-Arts de 1868 à 1875, où il représente la sculpture avec Charles Van der Stappen.
Il fréquente Auguste Rodin lors du séjour de ce dernier à Bruxelles et témoigne en sa faveur lorsque celui-ci est accusé d'avoir pratiqué le moulage sur nature pour son Âge d'airain.
En 1882, il se porte candidat à l'Académie de Bruxelles pour succéder à Eugène Simonis, mais c'est Charles Van der Stappen qui est choisi.

## Œuvres statuaires
- 1866 : Lion droit en zinc bronzé de la porte de Malines à Anvers ;
- 1862 : Nicolas Burgundius (Cour de cassation de Bruxelles) ;
- Lions au Palais des Académies de Bruxelles ;
- Cariatides accouplées de la grande salle du Palais des Académies de Bruxelles ;
- Cariatides de l'immeuble « Le Printemps » (Bruxelles) ;
- Femme au miroir, statuette en bronze, musée communal d'Ixelles ;
- 1866 : Lion en zinc bronzé de la porte de Malines à Anvers ;
- 1869 : Ambiorix, en zinc bronzé sur une des portes d'Anvers ;
- 1871 : Lions de la Place des Palais en pierre d'Echaillon (Bruxelles) ;
- 1872 : L'enfant au lézard, marbre couché (musée des Beaux-Arts de Gand) ;
- 1873 : Docteur Adolphe Limauge, buste en marbre ;
- 1874 : Le lion prêt à s'élancer, marbre ;
- 1874 : Junius Brutus, buste (musée communal d'Ixelles) ;
- 1875 : Lion ;
- 1878 : Lion en blocs de grès du barrage de la Gileppe (Jalhay) ;
- 1880 : Cicéron et Ulpien, statues monumentales en pierre sur le péristyle du Palais de Justice de Bruxelles ;
- Joseph Poelaert, buste ornant son tombeau ;
- 1882 : Lions ("Totor et Tutur") du Palais de Justice de Charleroi ;
- 1883 : deux Griffons (Palais de Justice de Bruxelles).

## Distinctions
- Médaille (domaine de la sculpture) de l'Exposition de Paris de 1874[6] ;
- Chevalier de l'ordre de Léopold (18 novembre 1875)[7].
- Officier de l'ordre de Léopold (4 mai 1881)[8].

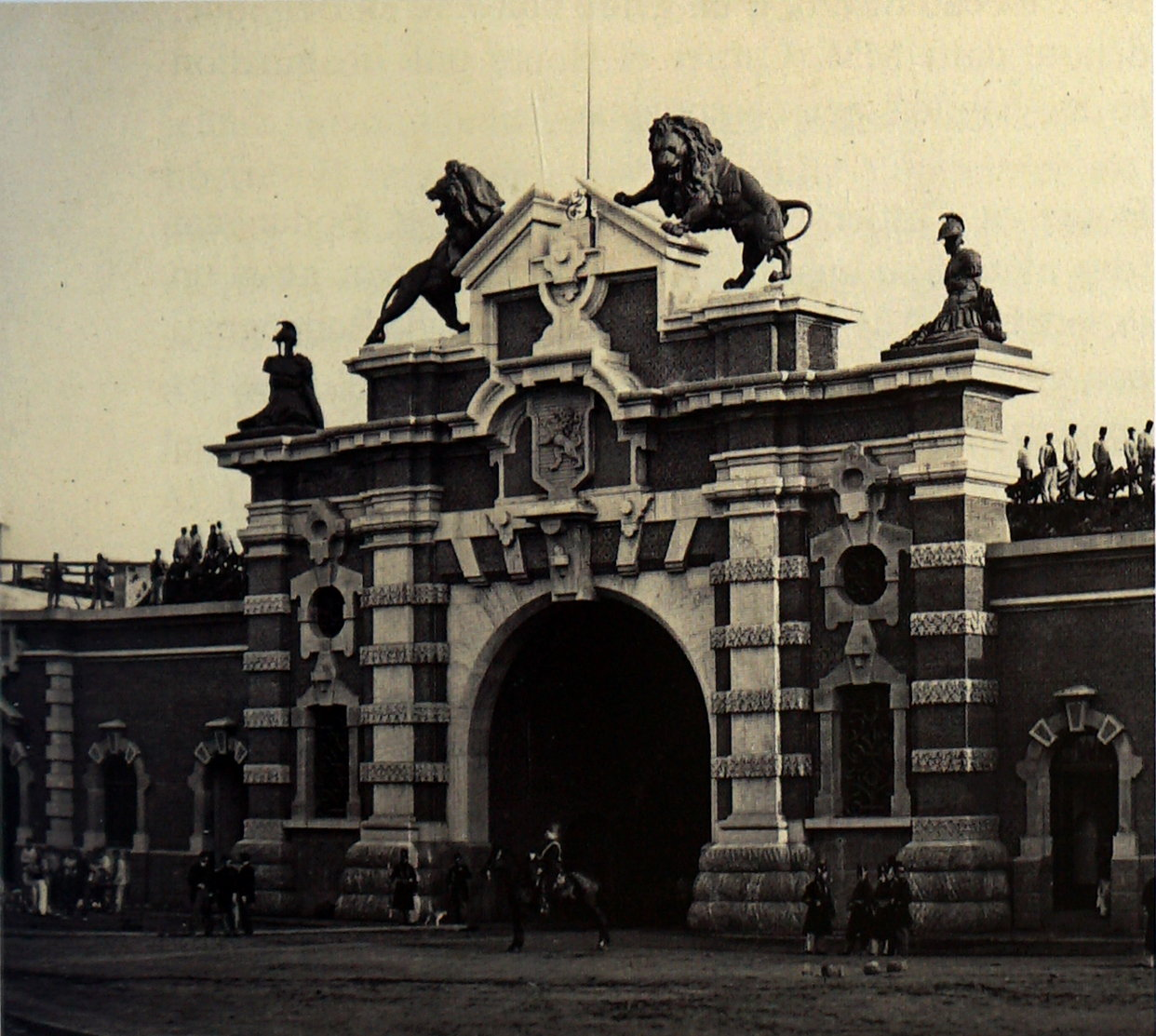
Porte de Malines, architecte Félix Pauwels,
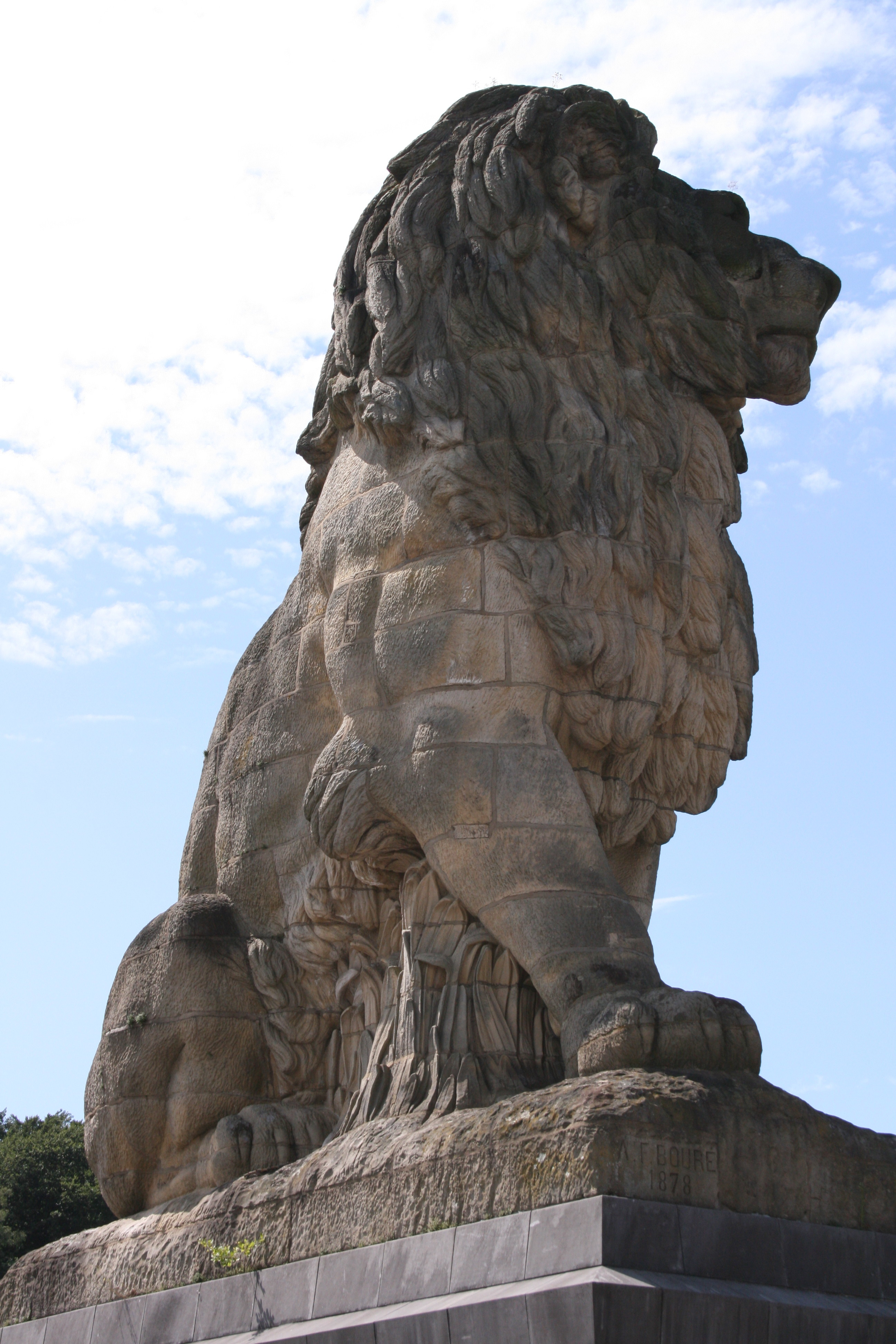
Barrage de la Gileppe,
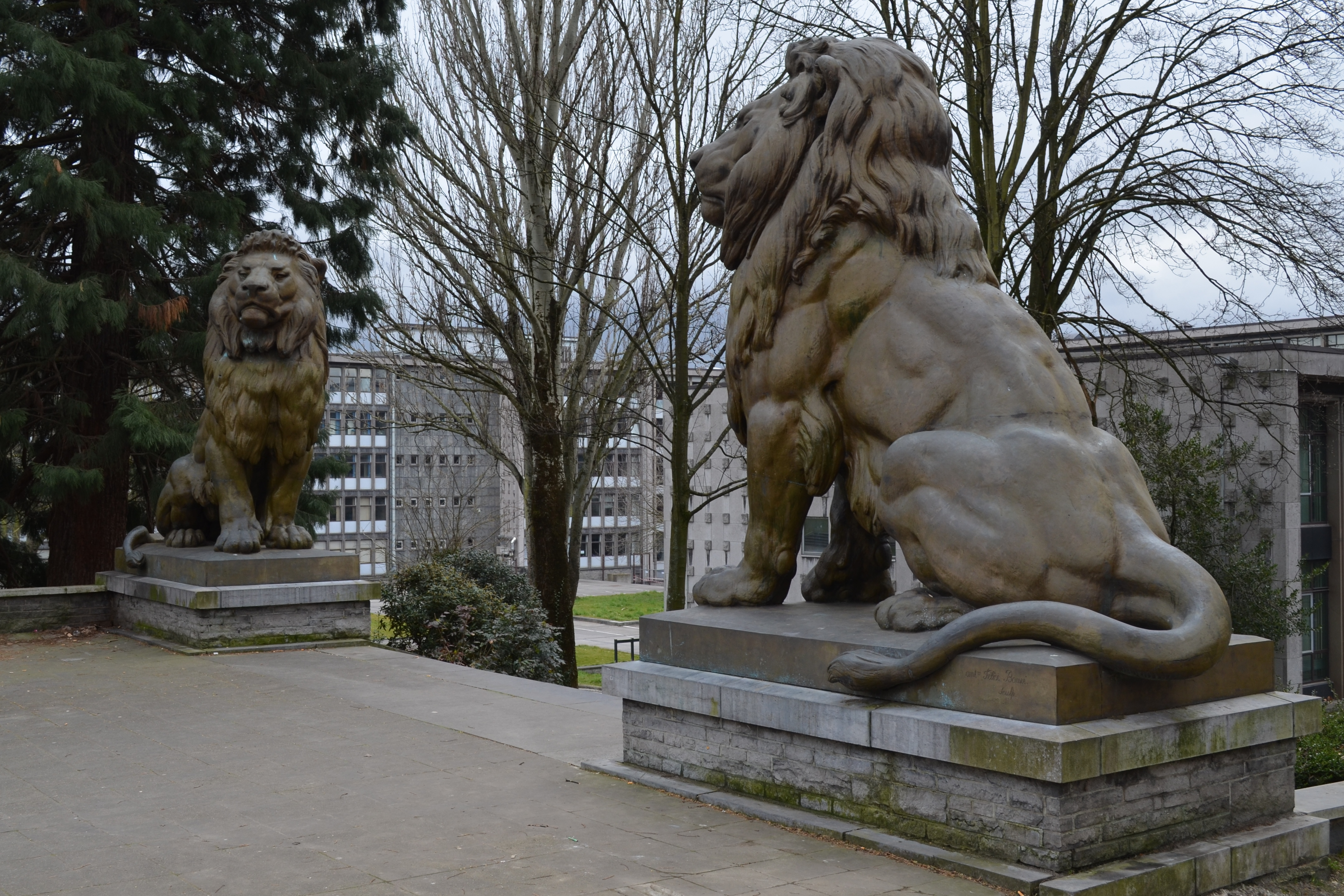
Tutur et Totor, surnoms donnés aux deux lions de bronze placé à proximité du Palais de Justice de Charleroi,
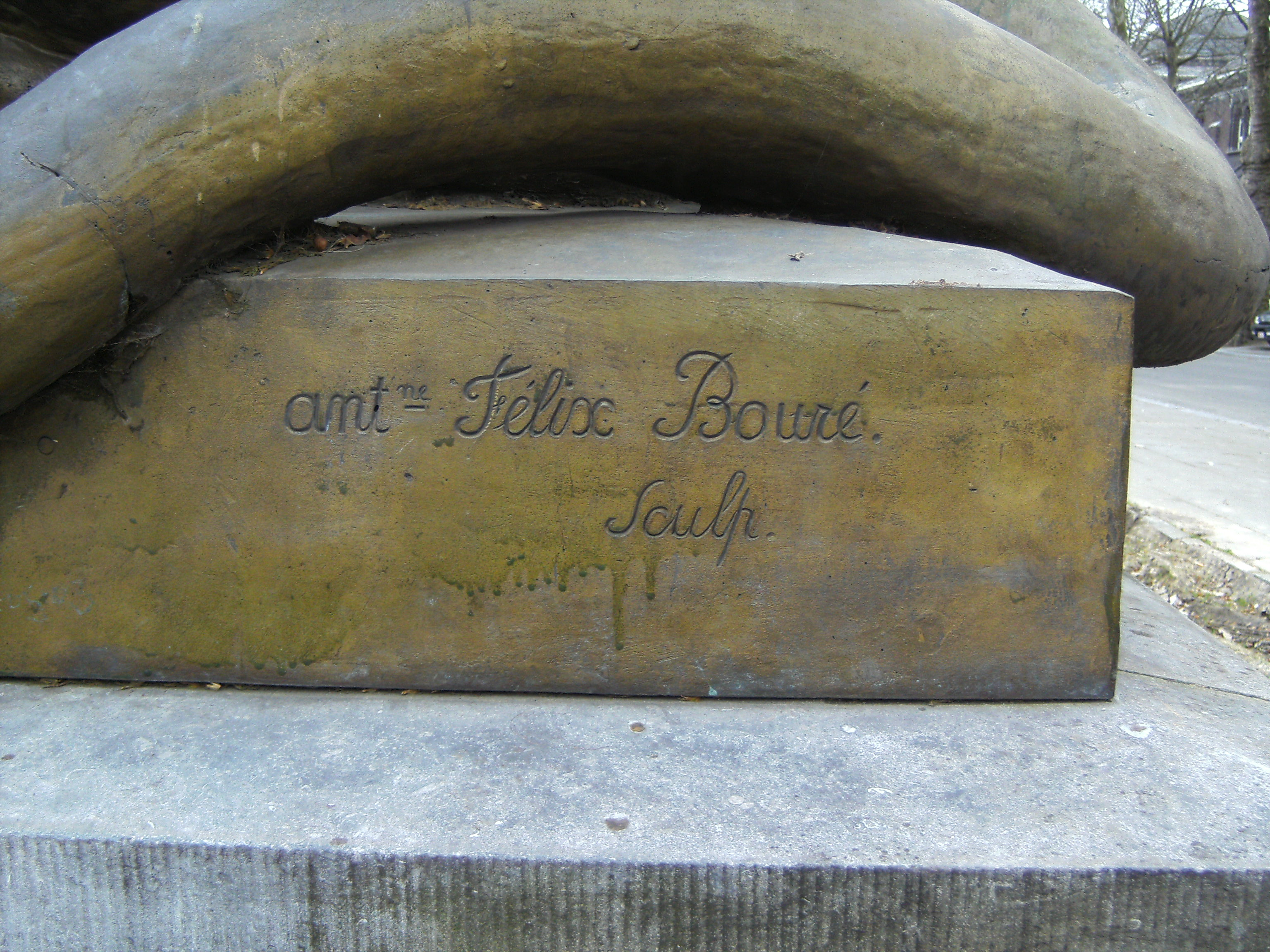
Signature du sculpteur sur un des lions du couple Tutur et Totor.

## Hommages
Une rue a été nommée en son honneur rue Bouré à Ixelles.